# Mirmecomorfisme

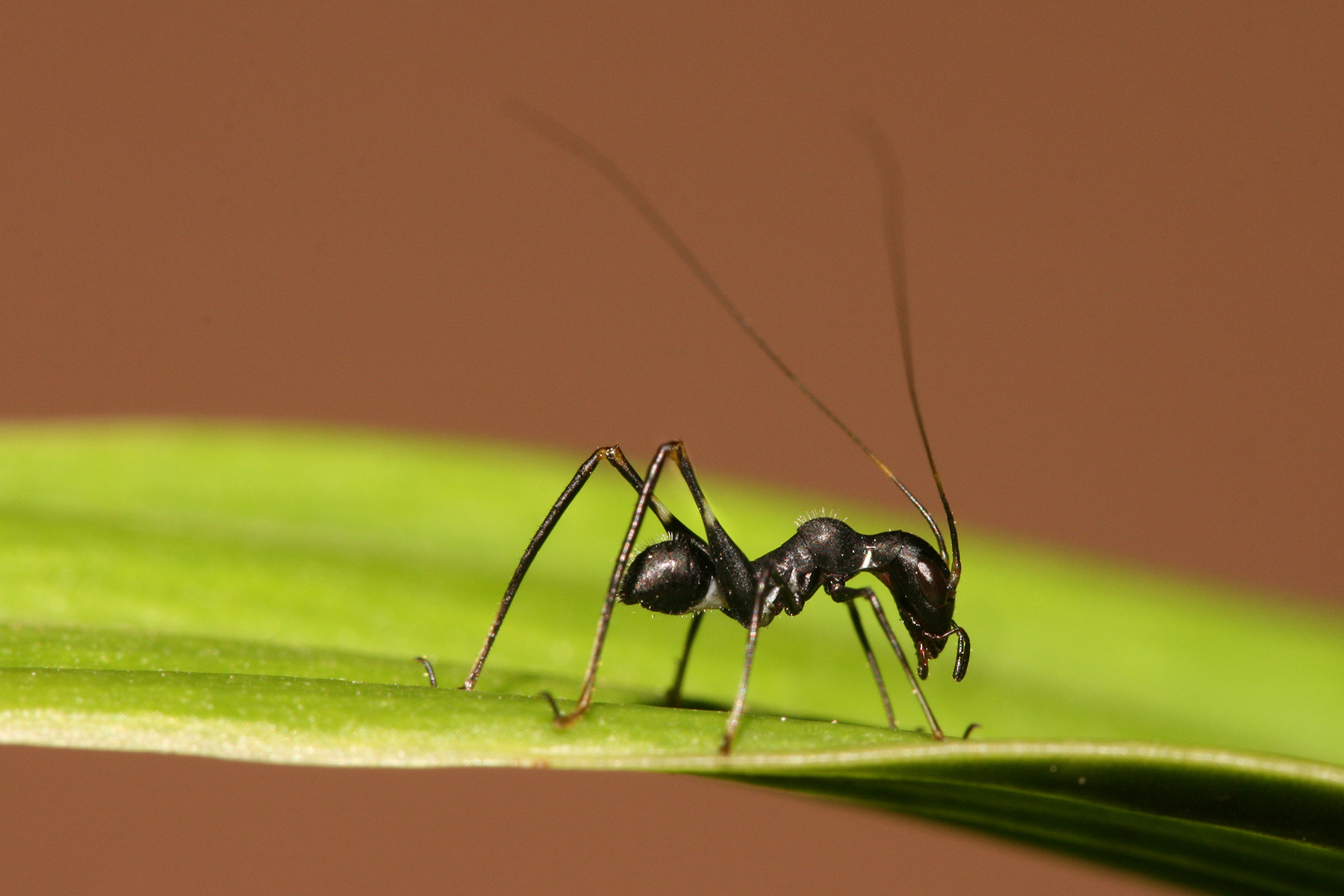
Nimfa de grill (Macroxiphus sp.) un ortòpter que s'assembla a una formiga

El mirmecomorfisme (gr.: "forma de formiga") o mimetisme de formigues és un tipus de mimetisme mitjançant el qual certs aràcnids o insectes que no són formigues, adopten característiques que fan que s'assemblin a elles. Les formigues són abundants arreu del món, i normalment són evitades per depredadors com aus i vespes –que utilitzen la vista per identificar les seves preses–, ja que les formigues tenen mal gust o són agressives. Alguns artròpodes imiten les formigues per a evitar la depredació (mimetisme defensiu), mentre que d'altres les imiten per caçar altres formigues (mimetisme agressiu).
Per a vèncer les bones defenses de les formigues alguns insectes les imiten produint feromones semblants a les de la formiga (mimetisme wassmanià), o per la seva aparença (com en el mimetisme batesià), o copiant la microestructura de les formigues per aconseguir un mimetisme al tacte.

## Mimetisme batesià

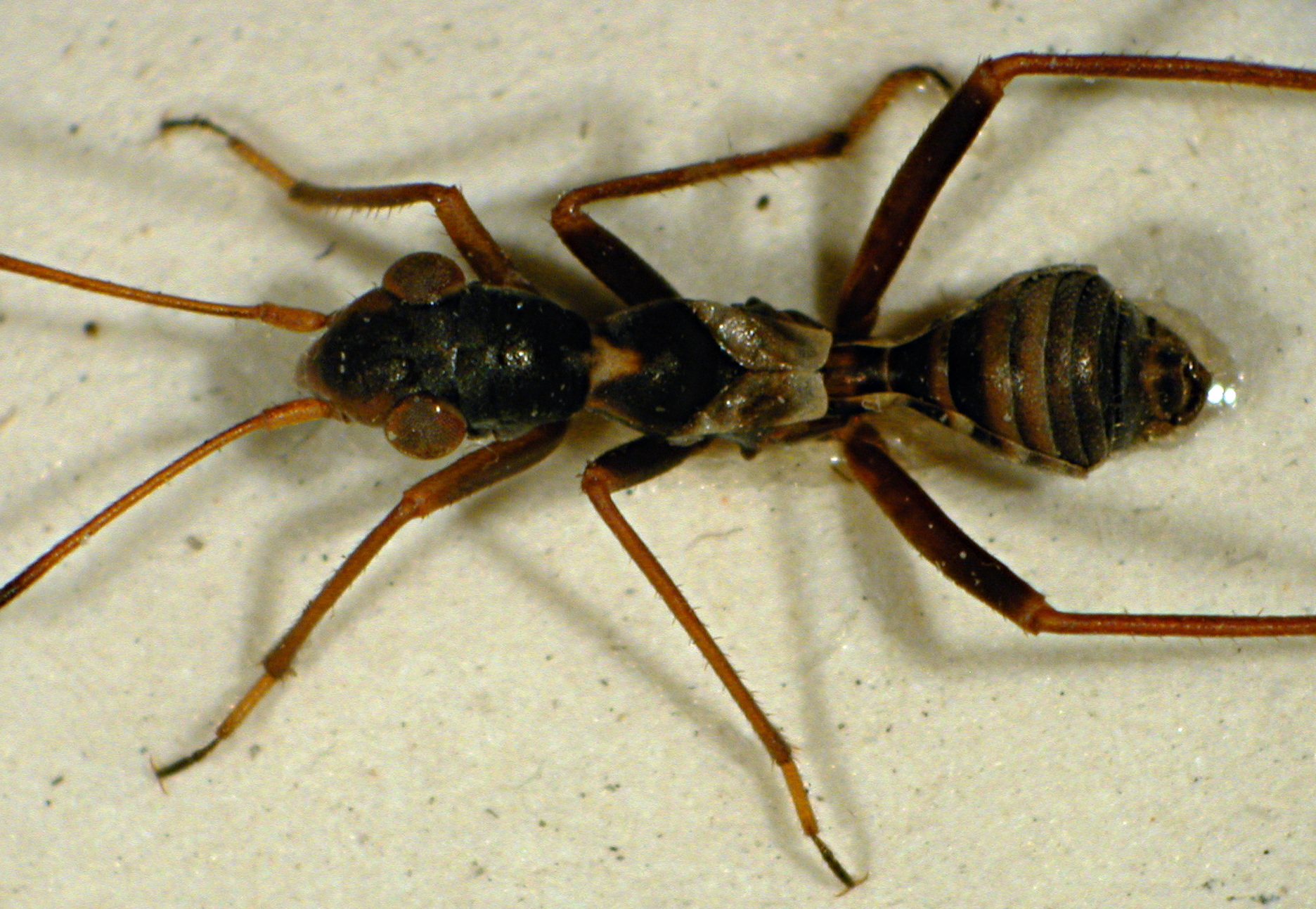
Mascle de l'hemípter Myrmecoris gracilis (Miridae)

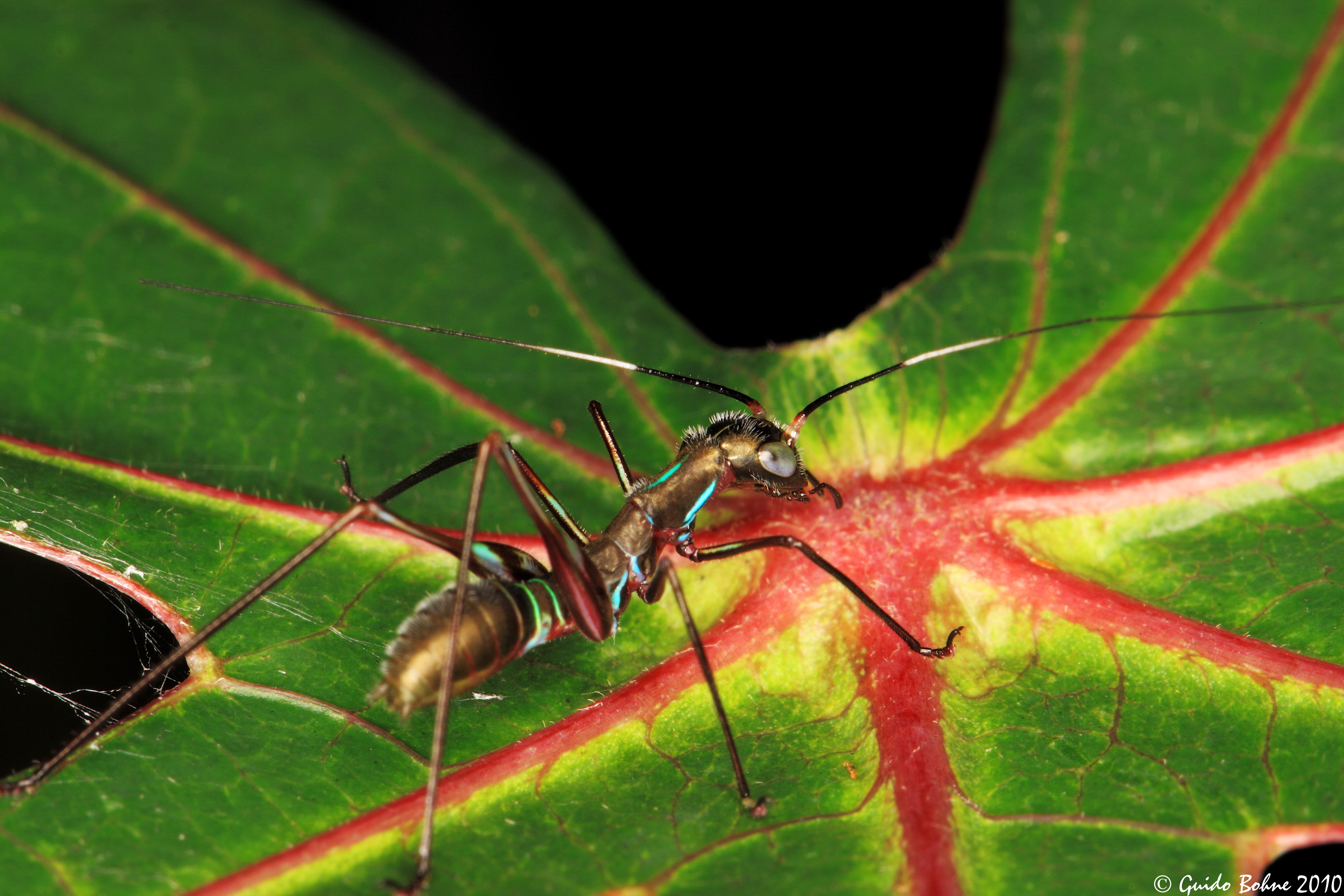
Nimfa d'un tetigònid: les antenes són camuflades disruptivament en color blanc, mentre el cos apareix més prim i amb la cintura de color turquesa.

Les nimfes d'alguns tetigònids mimetitzen les formigues: les antenes es troben camuflades, de color blanc, mentre que el cos sembla més prim i amb anells color turquesa a la cintura. Les espècies que recorren al mimetisme batesià en general no posseeixen defenses pròpies i, per tant, tracten d'assemblar-se a les formigues, que si compten amb defenses sòlides, per evitar ser atacades pels depredadors, alguns dels quals són formigues. Hi ha diversos artròpodes que mimetitzen formigues de diferents grups.

### Ortòpters
Els estadis joves d'alguns ortòpters (Orthoptera), com per exemple el tetigònid Macroxiphus sumatranus, posseeixen una "semblança sorprenent" amb les formigues, tant pel seu color negre com pel cos amb forma idèntica al d'una formiga i, fins i tot, amb un comportament molt semblant al de les formigues. Les seves llargues antenes es camuflen per semblar més curtes, sent negres només a la seva base, i les fan vibrar tal com fan les formigues. En estadis més avançats, l'insecte es transforma en un tetigònids d'aparença convencional, nocturna, mentre que els exemplars adults posseeixen una coloració brillant a manera d'advertiment.

### Aranyes

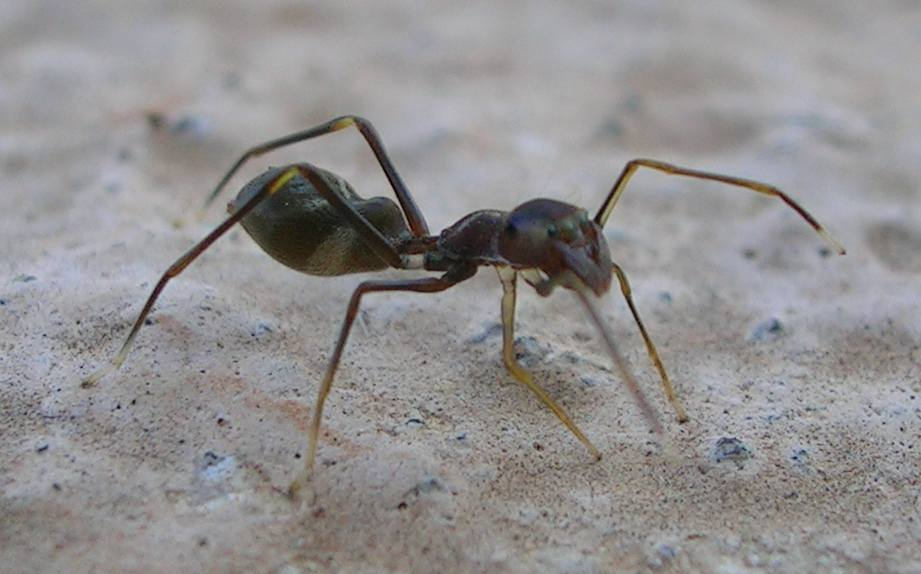
Aquesta espècie d'aranya de la família dels saltícids es mimetitza com a formiga, per a protegir-se dels depredadors.

Més de 300 espècies d'aranyes de diferents famílies recorren al mimetisme batesià amb les formigues, com per exemple Sphecotypus de la família clubiònids (Clubionidae) i Aphantochilus de la família del tomísids (Thomisidae). Entre els saltícids (Salticidae), és possible distingir aranyes que es mimetitzen com a formigues en els seus desplaçaments i mantenen a una certa distància pel que fa a formigues que es troben a prop. Les aranyes caçadores de formigues no s'assemblen tant a les formigues. Àdhuc dins d'un grup proper, el mirmecomorfisme hauria sorgit diverses vegades en forma dissociada, tal com en la subfamília de saltícids, Ballinae.
El mimetisme comporta un cost: el cos de l'aranya que es mimetitza és molt més estret de l'habitual, la qual cosa redueix la quantitat d'ous que pot allotjar en el sac d'ous si es compara amb les aranyes no mimetitzades d'una grandària similar. Semblaria que això ho compensen realitzant un nombre major de postes d'ous durant la seva vida. Un estudi de tres espècies de màntids depredadors indica que de forma innata tendeixen a no atacar les formigues, i aquesta aversió també succeeix amb els saltícids mimetitzats.